# Aarskog-Syndrom
Das Aarskog-Syndrom (AAS) ist eine sehr seltene angeborene Entwicklungsstörung mit Auffälligkeiten im Bereich des Gesichtes, der Gliedmaßen und der Genitalien sowie Kleinwuchs.
Das Syndrom ist auch unter dem Namen Aarskog-Scott-Syndrom, Facio-digito-genitale Dysplasie, faziogenitodigitales Syndrom bekannt. Es wurde benannt nach dem norwegischen Pädiater und Humangenetiker Dagfinn Aarskog und dem amerikanischen Pädiater Charles I. Jr. Scott.
Die Erkrankung ist nicht zu verwechseln mit dem Waaler-Aarskog-Syndrom (Hydrozephalus - costovertebrale Dysplasie - Sprengel-Anomalie).

## Verbreitung
Die Häufigkeit wird auf 1 zu 25.000 angegeben, bislang wurde über weniger als 100 Betroffene berichtet. Die Vererbung erfolgt meist X-chromosomal, es gibt auch eine autosomal-dominante Form.

## Ursache
Die Ursache für das Aarskog-Syndrom sind teilweise Mutationen im FGD1-Gen (facio genital dysplasia type I) in der Region Xp11.21.

## Beschreibung
Beim selten auftretenden Aarskog-Syndrom handelt es sich um ein X-chromosomal vererbtes Syndrom, mit geringer Expression bei Frauen, typischerweise gekennzeichnet durch ein gleichzeitiges Vorhandensein von Minderwuchs, Anomalien der Gesichtszüge (Fazies), der Genitalien, der Hände und Füße (Brachydaktylie mit partieller kutaner Syndaktylie). Charakteristisch sind ein rundes Gesicht mit breiter Stirn, Stupsnase, breitem Nasenrücken und antevertierten Nasenlöchern, Hypertelorismus und ein Schalskrotum (80 % der Fälle). Die Hornhaut der Augen ist üblicherweise verändert (Megalokornea). Mit zunehmendem Alter bilden sich die fazialen Auffälligkeiten zurück. Männer sind immer ganz betroffen, die weiblichen Überträger zeigen manchmal phänotypische Merkmale. Die betroffenen Kinder sind grundsätzlich in guter gesundheitlicher Verfassung, und die Entwicklungsschritte liegen im normalen Grenzbereich. Bei einem knappen Drittel der Betroffenen ist eine meist leichte geistige Retardierung festzustellen. Ebenso sind anfängliche Verzögerungen in der motorischen Entwicklung wie auch zum Teil der sexuellen Reifung möglich. Es besteht die Gefahr einer Inguinalhernie. Einige Fälle lassen die Möglichkeit einer autosomalen Vererbung vermuten.
Die positive Wirkung einer Behandlung mit Wachstumshormonen auf Wachstum und Endgröße wurde in einer Studie nachgewiesen.

## Differentialdiagnostik
Abzugrenzen sind das Aarskog-ähnliche Syndrom (s. u.); Noonan-Syndrom, SHORT-Syndrom, Pseudohypoparathyreoidismus und Robinow-Syndrom.

## Aarskog-ähnliches Syndrom
Synonyme sind: Fazio-digito-genitales Syndrom vom Typ Kuwait; Teebi-Naguib-Alawadi-Syndrom; Fazio-digito-genitales Syndrom, autosomal-rezessive Form
Bislang wurde lediglich über 16 Betroffene in Kuweit berichtet. Zu den klinischen Merkmalen gehören Kleinwuchs, Gesichtsdysmorphie mit dreieckigem Gesicht, Hypertelorismus, breiten Lidspalten und Schalskrotum, kleine breite Hände mit leichter Schwimmhaut zwischen den Fingern und Klinodaktylie. Die Vererbung erfolgt autosomal-rezessiv.